# Кросс-Лейк 19A
Кросс-Лейк 19A (англ. Cross Lake 19A) — індіанська резервація в Канаді, у провінції Манітоба, у межах невключеної частини переписної області №22.

## Населення
За даними перепису 2016 року, індіанська резервація нараховувала 1922 особи, показавши зростання на 1,7%, порівняно з 2011-м роком. Середня густина населення становила 295,6 осіб/км².
З офіційних мов обидвома одночасно володіли 5 жителів, тільки англійською — 1 910, а 10 — жодною з них. Усього 1040 осіб вважали рідною мовою не одну з офіційних, з них усі — одну з корінних мов.
Працездатне населення становило 39,6% усього населення, рівень безробіття — 30,5%.
Середній дохід на особу становив $18 634 (медіана $11 859), при цьому для чоловіків — $16 950, а для жінок $20 177 (медіани — $7 232 та $13 728 відповідно).
17,1% мешканців мали закінчену шкільну освіту, не мали закінченої шкільної освіти — 60,8%, 22,1% мали післяшкільну освіту, з яких 18,9% мали диплом бакалавра, або вищий.
| Статево-вікова структура населення | Статево-вікова структура населення | Статево-вікова структура населення | Статево-вікова структура населення | Статево-вікова структура населення |
| ---------------------------------- | ---------------------------------- | ---------------------------------- | ---------------------------------- | ---------------------------------- |
|                                    |                                    |                                    |                                    |                                    |
| Всього                             | Всього                             | 49,7%50,3%                         |                                    |                                    |
| 0 — 14 років                       | 0 — 14 років                       |                                    | 37,7%                              | 37,7%                              |
| 15 — 64 років                      | 15 — 64 років                      |                                    | 59,2%                              | 59,2%                              |
| 65 і більше                        | 65 і більше                        |                                    | 3,1%                               | 3,1%                               |
| 85 і більше                        | 85 і більше                        |                                    | 0,3%                               | 0,3%                               |
| Середній вік (років)               | Середній вік (років)               | 24,825,4                           | 25,1                               | 25,1                               |
| Медіана (років)                    | Медіана (років)                    | 20,521,8                           | 21,2                               | 21,2                               |
| — чоловіки — жінки                 |                                    |                                    |                                    |                                    |

| Походження мешканців:     | Походження мешканців:     | Походження мешканців: | Походження мешканців: | Походження мешканців: |
| ------------------------- | ------------------------- | --------------------- | --------------------- | --------------------- |
| Походження                |                           |                       | осіб                  | %                     |
| Корінні американці        | Корінні американці        |                       | 1 915                 | 99.74%                |
| Інше північноамериканське | Інше північноамериканське |                       | 0                     | 0%                    |
| Європейське               | Європейське               |                       | 65                    | 3.39%                 |
| британське                | британське                |                       | 50                    | 2.6%                  |
| французьке                | французьке                |                       | 15                    | 0.78%                 |
| українське                | українське                |                       | 10                    | 0.52%                 |

## Клімат
Середня річна температура становить -1,5°C, середня максимальна – 20,6°C, а середня мінімальна – -28,8°C. Середня річна кількість опадів – 482 мм.
| Клімат поселення                              | Клімат поселення | Клімат поселення | Клімат поселення | Клімат поселення | Клімат поселення | Клімат поселення | Клімат поселення | Клімат поселення | Клімат поселення | Клімат поселення | Клімат поселення | Клімат поселення | Клімат поселення |
| Показник                                      | Січ.             | Лют.             | Бер.             | Квіт.            | Трав.            | Черв.            | Лип.             | Серп.            | Вер.             | Жовт.            | Лист.            | Груд.            |                  |
| Середній максимум, °C                         | −17,9            | −13,83           | −6,88            | 3,47             | 11,86            | 18,72            | 20,55            | 20,14            | 12,41            | 5,60             | −5,07            | −15,98           |                  |
| Середня температура, °C                       | −23,36           | −19,3            | −12,33           | −1,98            | 6,41             | 13,26            | 17,41            | 16,99            | 9,28             | 2,47             | −8,22            | −19,13           |                  |
| Середній мінімум, °C                          | −28,83           | −24,77           | −17,8            | −7,45            | 0,94             | 7,79             | 14,28            | 13,86            | 6,15             | −0,66            | −11,36           | −22,27           |                  |
| Норма опадів, мм                              | 19               | 17               | 19               | 22               | 42               | 69               | 75               | 72               | 59               | 37               | 26               | 25               |                  |
| Середньомісячна швидкість вітру, м/с          | 3.70             | 3.70             | 3.80             | 4.05             | 4.00             | 3.90             | 3.70             | 3.70             | 4.00             | 4.10             | 3.90             | 3.60             |                  |
| Середньомісячна сонячна радіація, кДж/м²·день | 3118             | 6689             | 12400            | 17720            | 20782            | 21375            | 20678            | 16751            | 10677            | 5908             | 3105             | 2238             |                  |
| --------------------------------------------- | ---------------- | ---------------- | ---------------- | ---------------- | ---------------- | ---------------- | ---------------- | ---------------- | ---------------- | ---------------- | ---------------- | ---------------- | ---------------- |
| Джерело:                                      |                  |                  |                  |                  |                  |                  |                  |                  |                  |                  |                  |                  |                  |